# سفارة كوريا الجنوبية في ألمانيا
سفارة كوريا الجنوبية في ألمانيا هي أرفع تمثيل دبلوماسي لدولة كوريا الجنوبية لدى ألمانيا. تقع السفارة في برلين وهي تهدف لتعزيز المصالح الكورية جنوبية في ألمانيا.

## وصلات خارجية
- قائمة سفارات كوريا الجنوبية
- قائمة السفارات في ألمانيا